# Vol. 2... Hard Knock Life
Vol. 2... Hard Knock Life è il terzo album in studio del rapper statunitense Jay-Z, pubblicato il 29 settembre 1998 da Roc-A-Fella e Def Jam. Il successo dei singoli estratti, spinge l'album a vendere oltre 5 milioni di copie negli Stati Uniti e oltre 8 milioni in tutto il mondo: è il primo successo commerciale significativo per Jay-Z e ne consolida la posizione all'interno del mainstream.

## Descrizione e accoglienza
| Recensione                    | Giudizio |
| ----------------------------- | -------- |
| AllMusic                      |          |
| Robert Christgau              | ***      |
| IGN                           |          |
| RapReviews                    |          |
| NME                           |          |
| The A.V. Club                 | misto    |
| Encyclopedia of Popular Music |          |
| The Rolling Stone Album Guide |          |

Gli ospiti del terzo disco di Jay-Z sono Foxy Brown, Amil, Memphis Bleek, Beanie Sigel, The LOX, DMX, Ja Rule, Jermaine Dupri, Kid Capri e Too $hort. È l'ultimo album con il suo ex mentore Big Jaz.
In seguito all'uscita di In My Lifetime, Vol. 1 e alla morte di Biggie Smalls, Jay-Z dichiara alla stampa che ha intenzione di ritirarsi dalle scene musicali.
Jay-Z decide di mantenere il suono dell'album orientato verso il pop, ma accantona la squadra di produzione The Hitmen della Bad Boy chiamando Timbaland, Jermaine Dupri, Irv Gotti, Kid Capri e Swizz Beatz per realizzare il tema sonoro richiesto.
Stephen Thomas Erlewine di AllMusic afferma che il rapper con questo sforzo tenta di avvicinarsi al mainstream cercando di impararne le regole, dividendo l'album tra brani post-gangsta e altri più vicini all'R&B: per questo terzo disco, Jay-Z si attira le critiche degli appassionati per «essersi venduto» e quelle degli autori musicali a causa di diverse tracce già presenti in altri album o già pubblicate precedentemente.
Diviene il primo album di Jay-Z a raggiungere il primo posto nella Billboard 200, vendendo oltre 350 000 copie fisiche nella prima settimana. Nel 2000 è certificato disco di platino dalla RIAA per la quinta volta e al 2013 totalizza 5,4 milioni di copie vendute negli Stati Uniti. Il disco vince il Grammy nel 1999 come miglior album rap – Jay-Z è candidato anche per la title track come miglior interpretazione rap solista e per Money Ain't a Thang come miglior performance rap di un duo o un gruppo – in una serata in cui boicotta la cerimonia. Il disco resta al vertice della Billboard 200 per cinque settimane, riuscendo ad aumentare le vendite tra la terza e la quarta settimana dall'uscita, fatto raro per un disco hip hop.
Rolling Stone l'ha inserito nella sua lista dei cento migliori album degli anni novanta.

## Tracce
1. Intro – Hand It Down (feat. Memphis Bleek) – 2:56 (Shawn Carter, Christopher Martin, Malik Cox)
2. Hard Knock Life (Ghetto Anthem) – 3:58 (Shawn Carter, Mark James, Charles Strouse, Martin Charnin)
3. If I Should Die (feat. Da Ranjahz) – 4:55 (Shawn Carter, Kasseem Dean, Malcolm Byer, Nigel Leguerre)
4. Ride or Die – 4:48 (Shawn Carter, Steven Jordan)
5. Nigga What, Nigga Who (Originator 99) (feat. Big Jaz) – 3:53 (Shawn Carter, Jonathan Burks, Timothy Mosley)
6. Money, Cash, Hoes (feat. DMX) – 4:46 (Shawn Carter, Earl Simmons, Kasseem Dean)
7. A Week Ago (feat. Too $hort) – 5:00 (Shawn Carter, Todd Shaw, Jerald Stoute, Ernie Isley, Marvin Isley, O'Kelly Isley, Ronald Isley, Rudolph Isley, Christopher Jasper)
8. Coming of Age (Da Sequel) (feat. Memphis Bleek) – 4:21 (Shawn Carter, Kasseem Dean)
9. Can I Get a... (feat. Amil & Ja Rule) – 5:09 (Shawn Carter, Irving Lorenzo, Jeffrey Atkins, Robert Mays)
10. Paper Chase (feat. Foxy Brown) – 4:34 (Shawn Carter, Timothy Mosley)
11. Reservoir Dogs (feat. The LOX, Beanie Sigel & Sauce Money) – 5:19 (Shawn Carter, Erick Sermon, Jason Phillips, David Styles, Sean Jacobs, Dwight Grant, Todd Gaither, Isaac Hayes)
12. It's Like That (feat. Kid Capri) – 3:45 (Shawn Carter, Frank Friedman, David Love)
13. It's Alright (feat. Memphis Bleek) – 4:01 (Shawn Carter, Damon Dash, Imsomie Leeper, David Byrne, Brian Eno, Chris Frantz, Tina Weymouth, Jerry Harrison)
14. Money Ain't a Thang (feat. Jermaine Dupri) – 4:13 (Jermaine Dupri, Shawn Carter, Steve Arrington, Charles Carter, Buddy Hank, Roger Parker)

Note
- If I Should Die presenta le voci aggiuntive di Wais and Half Dead.
- Nigga What, Nigga Who (Originator 99) presenta la voce aggiuntiva di Amil.
- It's Like That presenta la voce aggiuntiva by Liz.

## Classifiche

### Classifiche settimanali
| Classifica (1998) | Posizione massima |
| ----------------- | ----------------- |
| Canada            | 13                |
| Germania          | 76                |
| Stati Uniti       | 1                 |

### Classifiche di fine anno
| Classifica (1998) | Posizione |
| ----------------- | --------- |
| Stati Uniti       | 46        |

### Classifiche di fine decennio
| Classifica (1990–99) | Posizione |
| -------------------- | --------- |
| Stato Uniti          | 62        |